# Лебедино
Лебе́дино (рос. Лебедино) — село у складі Табунського району Алтайського краю, Росія. Адміністративний центр Лебединської сільської ради.

## Населення
Населення — 488 осіб (2010; 565 у 2002).
Національний склад (станом на 2002 рік):
- росіяни — 57 %